# Willy Claes
Willem Werner Hubert "Willy" Claes (Hasselt, 24 de noviembre de 1938) es un político belga que fue Secretario General de la OTAN y miembro del Partido Socialista.
Empezó su carrera política en el ayuntamiento de Hasselt. En 1968 formó parte del parlamento nacional. En 1972, fue ministro de educación. Entre 1973 y 1992, fue ministro de asuntos económicos de Bélgica en tres ocasiones no consecutivas. También desempeñó el cargo de vice primer ministro en cinco ocasiones, y fue un importante negociador en la formación de coaliciones de los gobiernos de los años 80. 
Claes fue ministro de asuntos exteriores de Bélgica desde 1992 hasta 1994, y secretario general de la OTAN desde 1994 hasta 1995, cuando se vio obligado a dimitir a causa de acusaciones de corrupción relacionadas con contratos de helicópteros Agusta aprobados por él cuando era ministro de asuntos económicos.
| Predecesor: Sergio Balanzino | Secretario General de la OTAN 1994 - 1995 | Sucesor: Sergio Balanzino |

- Datos: Q382137
- Multimedia: Willy Claes / Q382137